# Thomas Fuller

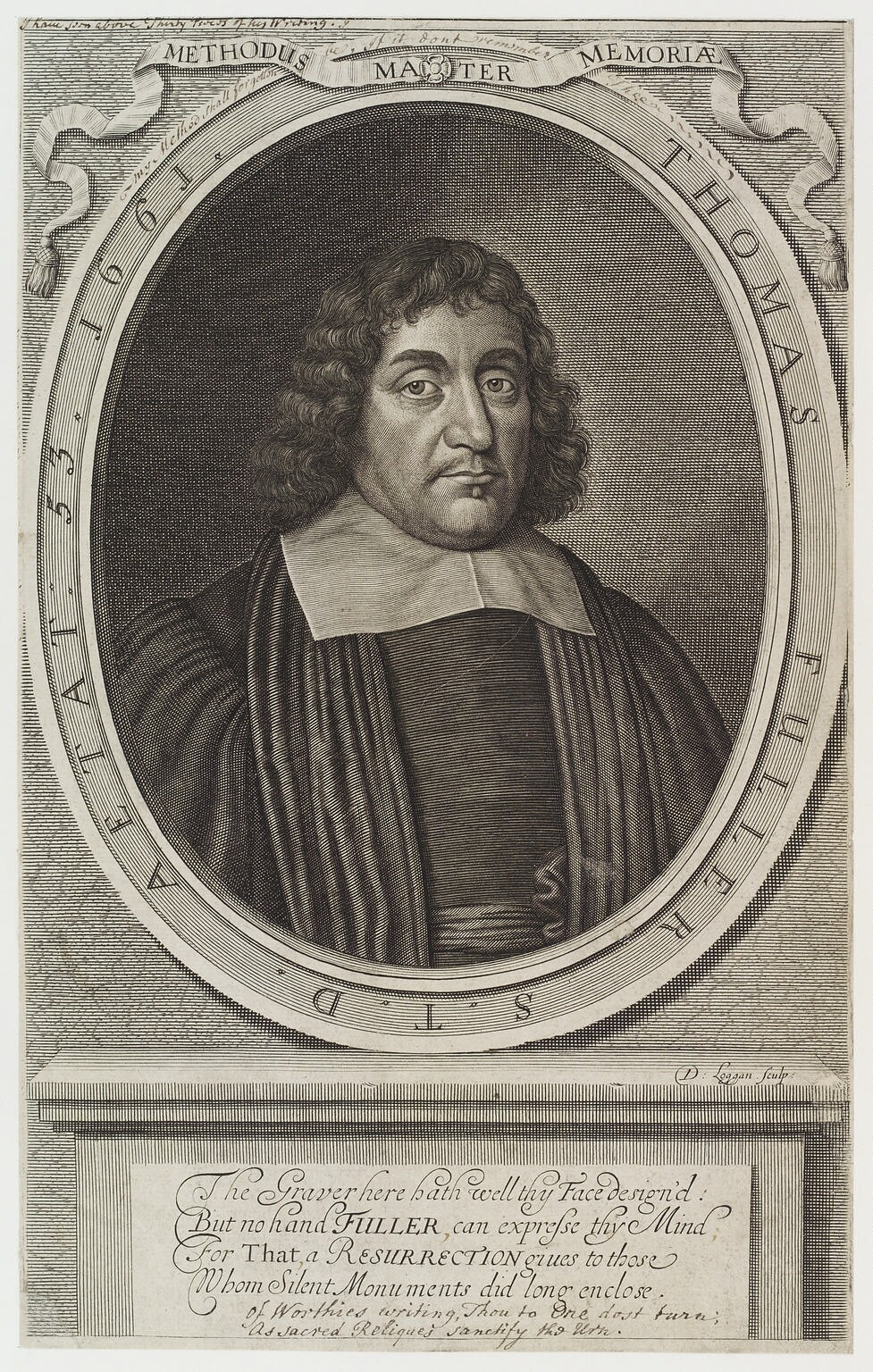
Thomas Fuller

Thomas Fuller (* 1608 in Aldwinkle; † 16. August 1661) war ein englischer Historiker.
Thomas Fuller war der älteste Sohn des Pfarrers Thomas Fuller in Aldwinkle, Northamptonshire. Er wurde im Pfarrhaus seines Vaters geboren und am 19. Juni 1608 getauft. Dr. John Davenant, der spätere Bischof von Salisbury, war sein Onkel und Taufpate. Laut John Aubrey war Thomas Fuller ein Junge voller Verstand und Witz, der über ein sehr gutes Gedächtnis verfügte, welches er bewusst trainierte. Mit dreizehn Jahren wurde er in das Queens’ College in Cambridge aufgenommen. Sein Cousin Edward Davenant war dort als Tutor tätig. Fuller war sehr erfolgreich und er bekam den B.A. im Semester 1624–1625 und den M.A. im Juli 1628. Nachdem er in einer Wahl der Fellows im College übersehen wurde, zog er im November 1628 zum Sidney Sussex College, Cambridge. Im Jahre 1630 wurde er durch das Corpus Christi College Kurat von St. Benet’s in Cambridge.
Bald zog Fuller durch seine Redekunst Aufmerksamkeit auf sich. Er veröffentlichte 1631 die Gedichte David’s Hainous Sinne, Heartie Repentance, Heavie Punishment, die fortlaufend als ein Werk anzusehen sind und von David, dem König Israels, handeln. Im Juni desselben Jahres gab ihm sein Onkel ein Benefiziat in Salisbury. Dort hatte sein Vater, der im Folgejahr starb, das Kanonikat inne.
Die Pfarrämter von Broadwindsor, Dorset, und dann die Leitung der Diözese von Bristol (1634) zeigten seinen Aufstieg; und am 11. Juni 1635 führte er die Funktion des B.D. in Broadwindsor aus. Hier schrieb er The Historie of the Holy Warre (1639), die Geschichte der Kreuzzüge, sowie The Holy State and the Prophane State (1642). Diese Arbeit, eines seiner erfolgreichsten Werke, beschreibt den heiligen Staat  bestehend aus der Familie und dem Beruf. Das Werk schreibt Verhaltens- und Benimmregeln vor sowie ideale Kennzeichen für verschiedene Berufe und Lebensarten.

## Werke (Auswahl)
- Thomae Fulleri Pharmacopoeia extemporanea oder die sichere, vollständige und auserlesene Apotheke: worinnen mehr als tausend Hülfsmittel zu finden, die bey allen dem Menschen zustossenden Krankheiten, sicher und mit Nutzen gebraucht werden können; zum allgemeinen Besten derer, so auf dem Land und entfernten Orten wohnen. Basel: Im Hof, 1750. Digitalisierte Ausgabe der Universitäts- und Landesbibliothek Düsseldorf
- Pharmacopoeia extemporanea sive praescriptorum chilias: in qua remediorum elegantium & efficacium paradigmata, ad omnes fere medendi intentiones accommodata, candide proponuntur; cum viribus, operandi ratione, dosibus & indicibus annexis. Lovanii: Van Overbeke, 1752. Digitalisierte Ausgabe der Universitäts- und Landesbibliothek Düsseldorf
- The Life of Thomas Fuller, with Notices of his Books, his Kinsmen and his Friends (1874), von J. E. Bailey, mit ausführlicher Bibliographie (S. 713–762) seiner Werke at books.google. (englisch)
- John Eglington Bailey: The Life of Thomas Fuller: With Notice of His Books, His Kinsmen and His Friends V1. Lightning Source Inc, 2007, ISBN 978-0-548-13326-2 (englisch).
- The Worthies of England, Nachdruck von John Nichols (1811) und P. A. Nuttall (1840) Vol.1 Vol.2 Vol.3 at books.google. (englisch)
- Collected Sermons (1891), herausgegeben von J. E. Bailey and W. E. A. Axon Vol.1 at books.google. (englisch)